# Тумак (Волгоградская область)
Тумак — хутор в Среднеахтубинском районе Волгоградской области России. Входит в состав Клетского сельского поселения.

## География
Находится у воложки Куропатка.
Уличная сеть
- ул. Зелёная, ул. Набережная, ул. Новоселов, ул. Центральная.

Географическое положение
Расстояние до:
районного центра Средняя Ахтуба: 21 км.
областного центра Волгоград: 13 км.
Ближайшие населённые пункты
Ямы 2 км, Зайчики 3 км (Городской округ Волгоград), Прыщевка 4 км, Лещев 4 км (Городской округ Волгоград), Песчаная Третья 5 км (Городской округ Волгоград), Водстроевец 5 км, Песчаная Вторая 5 км (Городской округ Волгоград), Клетский 5 км, Песчанка 6 км, Вторая Пятилетка 6 км, Закутский 6 км, Сахарный 6 км, Песчаная Первая 7 км (Городской округ Волгоград), Волгострой 7 км (Городской округ Волгоград), Щучий 7 км, Дубрава 8 км, Новостройка 8 км (Городской округ Волгоград), Великий Октябрь 8 км, Бурковский 8 км, Госпитомник 9 км, Краснослободск 9 км.

## Население
| 2010 |
| ---- |
| 279  |